# Pollenia mediterranea
Pollenia mediterranea är en tvåvingeart som beskrevs av Grunin 1966. Pollenia mediterranea ingår i släktet vindsflugor, och familjen spyflugor. Inga underarter finns listade i Catalogue of Life.